# Аззи, Имадеддин
Имадеддин Аззи (араб. عماد الدين عزي‎; род. 21 июня 1998, Уаргла, Уаргла) — алжирский футболист, защитник махачкалинского «Динамо».

## Клубная карьера
Является воспитанником клуба «МК Алжир». С 2018 по 2021 год играл за «Хуссейн Дей». С 2021 года выступал за кувейтский клуб «Казма». В сезоне 2024/2025 Аззи играл на правах аренды за «УСМ Алжир», в составе которого стал обладателем Кубка Алжира. 24 июля 2025 года появилась информация, что Аззи попрощался с «УСМ Алжир», и переберется в Россию, где будет играть за «Динамо» из Махачкалы, а сумма трансфера между клубом из Дагестана и «Казмой» составит 500 000 долларов США, в свою очередь алжирский клуб предложил лишь 300 000, чтобы выкупить Имадеддина после аренды. 28 июля 2025 года стало известно, что Аззи — первый новичок махачкалинского «Динамо» в летнее трансферное окно, за который будет выступать под номером 3.

## Карьера в сборной
В 2018 году выступал за юношескую и олимпийскую сборную Алжира.

## Личная жизнь
- Младший брат: Мохамед Аззи (род. 2002), также футболист, защитник[3].
- Старший брат: Аюб Аззи (род. 1989), тоже футболист, защитник, играл за сборную Алжира.